# Džhárkhand
Džhárkhand je stát ve východní Indii, který se oddělil od Biháru 15. listopadu 2000. Na severu tak sousedí právě s Bihárem, s Uttarpradéšem a Čhattísgarhou na západě, s Urísou na jihu a se Západním Bengálskem na východě. Má přes 26 miliónů obyvatel a rozlohu 79 700 km².
Hlavním městem je Ráňčí a největším Džamšedpur. Název státu znamená „země lesů“ a lesy pokrývají třicet procent jeho území. Džhárkhand leží na náhorní plošině Čhótá Nágpur s maximální nadmořskou výškou 1 382 metrů, hlavními řekami jsou Dámódar a Majurakši. Na území státu se nachází více než čtyřicet procent indického nerostného bohatství – má největší indické zásoby černého uhlí, těží se zde také zlato, uran, slída, bauxit a rudy mědi a železa. Pěstuje se zde rýže, luštěniny, rajčata, lilky a moringa olejodárná. K turistickým lákadlům patří národní park Betla a poutní místo Itkhori.
Životní úroveň patří k nejnižším v Indii. Na velké části džhárkhandského území operují naxalitští povstalci.